# Форарлберг
Форарлберг је једна од 9 савезних покрајина Републике Аустрије, у њеном крајње западном делу. Главни град Форарлберга је Брегенц.

## Положај
Форарлберг заузима крајње западни део Аустрије. Покрајина се граничи:
- на северу - Немачка,
- на истоку - покрајина Тирол,
- на југу - Швајцарска,
- на југозападу - Лихтенштајн,
- на западу - Швајцарска.

## Природне одлике
Са површином од 2.601,48 km² Форарлберг је по величини осма покрајина у држави, већа једино од града-покрајине Беча.
Рељеф: Форарлберг има две целине. Источна целина је планинско подручје Алпа. Ту се посебно издвајају планине Силврета, Ратикон, Фервал и Арлберг. На крајњем југоистоку покрајине налази и се њен највиши врх са преко 3.300 метара надморске висине. Западни део покрајине је долина реке Рајне, на надморској висини 400-600 метара.
Клима: Због значајне надморске висине и планинског тла већи део Форарлберга има оштрију континенталну климу, која само у вишим деловима прелази у планинску. Једино ктајње западни део уз Рајну има блажу климу.
Воде: Западном границом Форарлберга према Швајцарској протиче река Рајна, који се данас сматра саставним делом покрајинског идентитета. Њене главне притоке на подручју Форарлберга су реке Ил, Дорнбирнер Ах и Монтафон, а значајна је и Брегенцер Ах. Долине датих река су главне везе средишњег дела покрајине са окружењем. Поред водотока, у Форарлберг својом северозападном границом излази на велико и значајно Боденско језеро.

## Историја
Форарлберг је древна област у историји Европе. Она је била некадашње војводство Светог римског царства. Данашња покрајина настала је од полуаутомног Војводства Форарлберг по образовању Републике Аустрије после Првог светског рата. Тада је спречено припајање Форарлберга Швајцарској, иако је месно становништво већински (80%) гласало за дати предлог.

## Становништво
По последњим подацима из 2011. године Форарлберг има преко 370 хиљада становника, па је осма аустријска покрајина по броју становника (иза је једино Бургенланд). Последњих деценија број становника расте.
Густина насељености је преко 140 ст./км², што значајно више од државног просека и друго у Аустрији (гушће је насељен само град-покрајина Беч). Долински део уз Рајну је много боље насељен (>250 ст./км²), док су планински крајеви на истоку много мање густине насељености (<50 ст./км²).
Етнички састав: Форарлберг је традиционално насељен аустријским Немцима. Међутим, месно немачко становништво је значајно другачије од остатка Аустријанаца, а много ближе суседним Швајцарцима. Месно наречје је као и код швајцарских Немаца алеманско, тешко разумљиво остатку Аустрије. Историјских мањина нема, али се последњих деценија овде населио значајан број досељеника (посебно Југословена и Турака), посебно у већим насељима.

## Привреда
Форарлберг је високо развијена покрајина, посебно долина реке Рајне. Покрајина је значајно развијенија од аустријског просека, а спада у ред најбогатијих области света. Ту је смештена и најгушћа мрежа саобраћајница.
Пољопривреда: Иако је последњих деценија са бржом индустријализацијом дошло до смањења значаја пољопривреде она је и даље развијена, посебно сточарство.
Индустрија: Преовлађује високо развијена индустрија везана за подручје Рајне.
Туризам: Постоји неколико развијених туристичких грана у Форарлбергу. Посебно је развијен зимски и скијашки туризам на Алпима (позната места Брегенцвалд, Лех ам Арлберг, Цурс), али и туризам на води, везан за Боденско језеро.

## Управна подела
Покрајина се дели на 4 подручне јединие - округа (Bezirk) - све „уобичајених“ округа. По томе је Форарлберг јединствен, пошто нема ниједан статутарни град на свом подручју. Даље се окрузи деле на општине - укупно њих 96.
| Бр. | Округ            | Матични назив    | Град - седиште | Површина (у km²) | Број ст. (2010) | скр. |
| --- | ---------------- | ---------------- | -------------- | ---------------- | --------------- | ---- |
| 1.  | Блуденц (округ)  | Bezirk Bludenz   | Блуденц        | 1.287,52         | 61.417          | BZ   |
| 2.  | Брегенц (округ)  | Bezirk Bregenz   | Брегенц        | 863,34           | 127.044         | B    |
| 3.  | Дорнбирн (округ) | Bezirk Dornbirn  | Дорнбирн       | 172,37           | 82.180          | DO   |
| 4.  | Фелдкирх (округ) | Bezirk Feldkirch | Фелдкирх       | 278,26           | 100.153         | FK   |

## Збирка слика важнијих градова покрајине
- Дорнбирн
- Фелдкирх
- Блуденц
- Хоенемс